# Nico Schöttle
Nico Schöttle (* 2. August 2003) ist ein deutscher Handballspieler.

## Karriere

### Im Verein
Nico Schöttle begann das Handballspielen beim TV Birkenfeld. In der Jugend wechselte er zur SG Pforzheim/Eutingen. Für Pforzheim lief er bereits in der 3. Liga auf, als er seinen ersten Profivertrag beim Erstligisten TVB Stuttgart unterschrieb, wobei er zunächst über ein Zweitspielrecht weiter hauptsächlich für Pforzheim in der 3. Liga auflief. Am 2. Dezember 2021 gelang ihm sein erstes Tor in der Bundesliga bei einem Spiel gegen den GWD Minden. Zu Beginn der Saison 2023/24 wurde er mit einem Zweitspielrecht für den Zweitligisten ASV Hamm-Westfalen ausgestattet. Gleichzeitig unterschrieb er in Stuttgart einen Vertrag bis 2026. Im Sommer 2025 wechselte er zum Erstligaaufsteiger Bergischer HC.

### In Auswahlmannschaften
Mit der deutschen Jugendnationalmannschaft gewann er bei der U-19-Europameisterschaft 2021 die Goldmedaille. Mit den Junioren belegte er den 7. Platz bei der U20-Europameisterschaft 2022.